# Screen Actors Guild Awards 2021

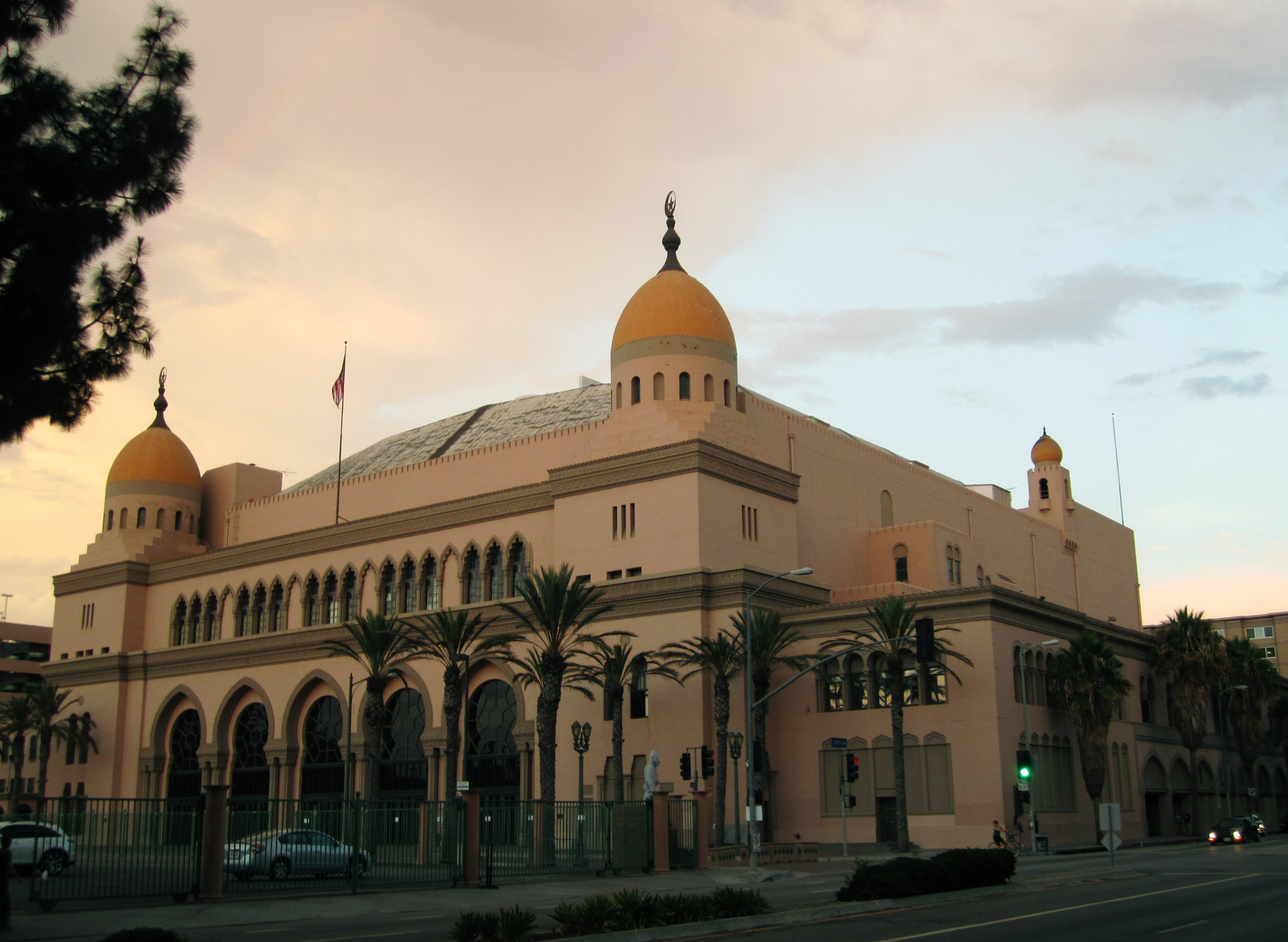
Das Shrine Exposition Center, Veranstaltungsort der Screen Actors Guild Awards 2021

Die 27. Verleihung der US-amerikanischen Screen Actors Guild Awards (englisch 27th Screen Actors Guild Awards), die die Screen Actors Guild (seit 2013 SAG-AFTRA) jedes Jahr in den Bereichen Film (6 Kategorien) und Fernsehen (9 Kategorien) vergibt, fand am 4. April 2021 im Shrine Exposition Center in Los Angeles statt. Die so genannten SAG Awards ehrten, im Gegensatz beispielsweise zum Golden Globe Award, nur Film-, Fernseh- und Ensembleschauspieler sowie Stuntleute und gelten als Gradmesser für die bevorstehende Oscar-Verleihung. Gekürt wurden die Sieger von den Mitgliedern der Screen Actors Guild, der man angehören muss, um in den Vereinigten Staaten als Schauspieler zu arbeiten.
Die Nominierten waren am 4. Februar 2021 über Instagram von den Schauspielern Lily Collins und Daveed Diggs bekanntgegeben worden. In den Vereinigten Staaten wurde die Verleihung live von den Kabelsendern TNT und TBS gezeigt. Wie im Vorjahr gab es keinen festen Moderator.

## Gewinner und Nominierte im Bereich Film
| Film                             | N | A |
| -------------------------------- | - | - |
| Ma Rainey’s Black Bottom         | 3 | 2 |
| Minari – Wo wir Wurzeln schlagen | 3 | 1 |
| The Trial of the Chicago 7       | 3 | 1 |
| Da 5 Bloods                      | 3 | 0 |
| The Father                       | 2 | 0 |
| Hillbilly-Elegie                 | 2 | 0 |
| Neues aus der Welt               | 2 | 0 |
| One Night in Miami               | 2 | 0 |

### Bester Hauptdarsteller
Chadwick Boseman (postum) – Ma Rainey’s Black Bottom
Riz Ahmed – Sound of Metal
Anthony Hopkins – The Father
Gary Oldman – Mank
Steven Yeun – Minari – Wo wir Wurzeln schlagen (Minari)

### Beste Hauptdarstellerin
Viola Davis – Ma Rainey’s Black Bottom
Amy Adams – Hillbilly-Elegie (Hillbilly Elegy)
Vanessa Kirby – Pieces of a Woman
Frances McDormand – Nomadland
Carey Mulligan – Promising Young Woman

### Bester Nebendarsteller
Daniel Kaluuya – Judas and the Black Messiah
Sacha Baron Cohen – The Trial of the Chicago 7
Chadwick Boseman – Da 5 Bloods (postum)
Jared Leto – The Little Things
Leslie Odom Jr. – One Night in Miami

### Beste Nebendarstellerin
Yoon Yeo-jeong – Minari – Wo wir Wurzeln schlagen (Minari)
Marija Bakalowa – Borat Anschluss Moviefilm (Borat Subsequent Moviefilm)
Glenn Close – Hillbilly-Elegie (Hillbilly Elegy)
Olivia Colman – The Father
Helena Zengel – Neues aus der Welt (News of the World)

### Bestes Schauspielensemble in einem Film
The Trial of the Chicago 7

Yahya Abdul-Mateen II, Sacha Baron Cohen, Joseph Gordon-Levitt, Kelvin Harrison Jr., Michael Keaton, Frank Langella, John Carroll Lynch, Eddie Redmayne, Mark Rylance, Alex Sharp und Jeremy Strong
Da 5 Bloods
Chadwick Boseman (postum), Paul Walter Hauser, Nguyễn Ngọc Lâm, Lê Y Lan, Norm Lewis, Delroy Lindo, Jonathan Majors, Ngô Thanh Vân, Johnny Trí Nguyễn, Jasper Pääkkönen, Clarke Peters, Sandy Hương Phạm, Jean Reno, Mélanie Thierry und Isiah Whitlock Jr.
Ma Rainey’s Black Bottom
Chadwick Boseman (postum), Jonny Coyne, Viola Davis, Colman Domingo, Michael Potts und Glynn Turman
Minari – Wo wir Wurzeln schlagen (Minari)
Noel Kate Cho, Han Ye-ri, Scott Haze, Alan Kim, Will Patton, Steven Yeun und Yoon Yeo-jeong
One Night in Miami
Kingsley Ben-Adir, Beau Bridges, Lawrence Gilliard junior, Eli Goree, Aldis Hodge, Michael Imperioli, Joaquina Kalukango, Leslie Odom Jr., Lance Reddick und Nicolette Robinson

### Bestes Stuntensemble in einem Film
Wonder Woman 1984
Da 5 Bloods
Mulan
Neues aus der Welt (News of the World)
The Trial of the Chicago 7

## Gewinner und Nominierte im Bereich Fernsehen
| Serie/Film           | N | A |
| -------------------- | - | - |
| The Crown            | 5 | 2 |
| Schitt’s Creek       | 5 | 2 |
| Ozark                | 4 | 1 |
| Dead to Me           | 3 | 0 |
| Das Damengambit      | 2 | 1 |
| Ted Lasso            | 2 | 1 |
| Better Call Saul     | 2 | 0 |
| Bridgerton           | 2 | 0 |
| The Flight Attendant | 2 | 0 |
| The Great            | 2 | 0 |
| Lovecraft Country    | 2 | 0 |
| The Undoing          | 2 | 0 |

### Bester Darsteller in einem Fernsehfilm oder Miniserie
Mark Ruffalo – I Know This Much Is True
Bill Camp – Das Damengambit (The Queen’s Gambit)
Daveed Diggs – Hamilton
Hugh Grant – The Undoing
Ethan Hawke – The Good Lord Bird

### Beste Darstellerin in einem Fernsehfilm oder Miniserie
Anya Taylor-Joy – Das Damengambit (The Queen’s Gambit)
Cate Blanchett – Mrs. America
Michaela Coel – I May Destroy You
Nicole Kidman – The Undoing
Kerry Washington – Little Fires Everywhere

### Bester Darsteller in einer Dramaserie
Jason Bateman – Ozark
Sterling K. Brown – This Is Us – Das ist Leben (This Is Us)
Josh O’Connor – The Crown
Bob Odenkirk – Better Call Saul
Regé-Jean Page – Bridgerton

### Beste Darstellerin in einer Dramaserie
Gillian Anderson – The Crown
Olivia Colman – The Crown
Emma Corrin – The Crown
Julia Garner – Ozark
Laura Linney – Ozark

### Bester Darsteller in einer Comedyserie
Jason Sudeikis – Ted Lasso
Nicholas Hoult – The Great
Daniel Levy – Schitt’s Creek
Eugene Levy – Schitt’s Creek
Ramy Youssef – Ramy

### Beste Darstellerin in einer Comedyserie
Catherine O’Hara – Schitt’s Creek
Christina Applegate – Dead to Me
Linda Cardellini – Dead to Me
Kaley Cuoco – The Flight Attendant
Annie Murphy – Schitt’s Creek

### Bestes Schauspielensemble in einer Dramaserie
The Crown

Gillian Anderson, Marion Bailey, Helena Bonham Carter, Stephen Boxer, Olivia Colman, Emma Corrin, Erin Doherty, Charles Edwards, Emerald Fennell, Tobias Menzies, Josh O’Connor und Sam Phillips
Better Call Saul
Jonathan Banks, Tony Dalton, Giancarlo Esposito, Patrick Fabian, Michael Mando, Bob Odenkirk und Rhea Seehorn
Bridgerton
Adjoa Andoh, Julie Andrews, Lorraine Ashbourne, Jonathan Bailey, Ruby Barker, Jason Barnett, Sabrina Bartlett, Joanna Bobin, Harriet Cains, Bessie Carter, Nicola Coughlan, Kathryn Drysdale, Phoebe Dynevor, Ruth Gemmell, Florence Hunt, Martins Imhangbe, Claudia Jessie, Jessica Madsen, Molly McGlynn, Ben Miller, Luke Newton, Julian Ovenden, Regé-Jean Page, Golda Rosheuvel, Hugh Sachs, Luke Thompson, Will Tilston und Polly Walker
Lovecraft Country
Jamie Chung, Aunjanue Ellis, Jada Harris, Abbey Lee, Jonathan Majors, Wunmi Mosaku, Jordan Patrick Smith, Jurnee Smollett und Michael K. Williams
Ozark
Jason Bateman, McKinley Belcher III, Jessica Frances Dukes, Lisa Emery, Skylar Gaertner, Julia Garner, Sofia Hublitz, Kevin L. Johnson, Laura Linney, Janet McTeer, Tom Pelphrey, Joseph Sikora, Félix Solis, Charlie Tahan und Madison Thompson

### Bestes Schauspielensemble in einer Comedyserie
Schitt’s Creek

Chris Elliott, Emily Hampshire, Daniel Levy, Eugene Levy, Sarah Levy, Annie Murphy, Catherine O’Hara, Noah Reid, Jennifer Robertson und Karen Robinson
Dead to Me
Christina Applegate, Linda Cardellini, Max Jenkins, James Marsden, Sam McCarthy, Natalie Morales, Diana-Maria Riva und Luke Roessler
The Flight Attendant
Kaley Cuoco, Merle Dandridge, Nolan Gerard Funk, Michelle Gomez, Michiel Huisman, Yasha Jackson, Jason Jones, T. R. Knight, Zosia Mamet, Audrey Grace Marshall, Griffin Matthews, Rosie Perez, Terry Serpico und Colin Woodell
The Great
Belinda Bromilow, Sebastian De Souza, Sacha Dhawan, Elle Fanning, Phoebe Fox, Bayo Gbadamosi, Adam Godley, Douglas Hodge, Nicholas Hoult, Louis Hynes, Florence Keith-Roach, Gwilym Lee, Danusia Samal und Charity Wakefield
Ted Lasso
Annette Badland, Phil Dunster, Brett Goldstein, Brendan Hunt, Toheeb Jimoh, James Lance, Nick Mohammed, Jason Sudeikis, Jeremy Swift, Juno Temple und Hannah Waddingham

### Bestes Stuntensemble in einer Fernsehserie
The Mandalorian
The Boys
Cobra Kai
Lovecraft Country
Westworld